# 森辰男
森 辰男（もり たつお、1926年-2011年) は、旅亭 半水慮天橋立 玄妙庵等、和風建築を得意とする日本の建築家。

## 生涯
1926年、京都市西陣に生まれる。
1942年、旧制京都市立第一工業学校建築科卒業。日本海軍施設部、運輸省建設部を経て、1951年吉村建築事務所に入所。1966年日本建築家協会会員。吉村建築事務所副社長を歴任。

## 著書
- 京都書院アーツコレクション和風建築のデザイン 京都書院　1998